# William John Burns

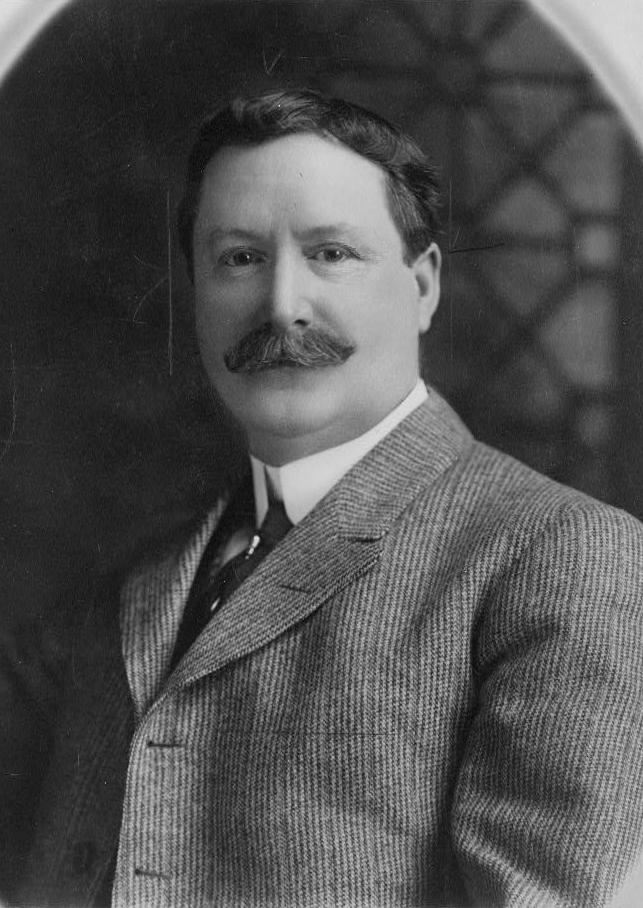
William J. Burns

William John Burns (* 19. Oktober 1861 in Baltimore, Maryland; † 14. April 1932 in Sarasota, Florida) war ein US-amerikanischer Ermittler.

## Special Agent des Secret Service
Burns sammelte erste Erfahrungen als Kriminalermittler während seiner Zeit als Special Agent des Secret Service, der in dieser Zeit noch einzigen bundesstaatliche Ermittlungsbehörde der USA.
1901 war Burns in dieser Funktion der federführende Ermittler des Secret Service im Fall eines Diebstahls von 30.000 Dollar aus der Prägeanstalt San Francisco. Burns war der wichtigste Belastungszeuge der Anklage gegen den Beschuldigten Walter N. Dimmick, wurde jedoch seinerseits beschuldigt, im Verfahren Mitglieder der Jury von angeheuerten Gangstern beschatten und bedrohen lassen zu haben.

## Privatdetektiv
Nach seinem Ausscheiden aus dem Staatsdienst wurde er als Privatdetektiv tätig und begründete und leitete die William J. Burns International Detective Agency. Ein erster spektakulärer Erfolg war die Aufklärung des Bombenattentats auf die Redaktionsgebäude der Los Angeles Times am 1. Oktober 1910, die Burns und seine Detektei schlagartig in den gesamten USA berühmt machte. Außerdem führte die Burns International Detective Agency unter Burns’ Führung die Ermittlungen durch, die Leo Franks Unschuld im aufsehenerregenden Mordprozess Mary Phagan bewiesen. Die Detektei wurde in der Folge in den 1910er Jahren zur zweitgrößten amerikanischen Privatdetektei nach der Pinkerton-Detektei und beschäftigte sich neben privaten Verbrechensermittlungen und Ehebruchsuntersuchungen vor allem mit der Unterdrückung von Gewerkschaften und Verfolgung von Arbeiterführern. In dieser Zeit erwarb sich Burns den Ruf als „amerikanischer Sherlock Holmes“. Er hatte die Fähigkeit, sich selbst gut zu vermarkten und veröffentlichte in Zeitungen spektakuläre Berichte über seine Fälle und trat 1914 in einem Film als er selbst auf.

## Direktor des Bureau of Investigation
Nach den Skandalen am Anschluss an die sogenannten „Palmer Raids“ 1920 und dem – damit nicht verbundenen – Rücktritt von BOI-Direktor William J. Flynn sollte Burns eine neue, saubere Ära einleiten. Am 22. August 1921 wurde er Direktor des Bureau of Investigation (BOI), des Vorläufers des späteren Federal Bureau of Investigation (FBI). In seiner Amtszeit wurde die Größe und das Budget des Bureau radikal reduziert und die Aktivitäten gegen linke Aktivisten, die es während der Red Scare aufgenommen hatte, teilweise zurückgefahren, blieben jedoch wichtigstes Element dieser Zeit. Die Zahl der festangestellten Mitarbeiter sank von 1200 im Jahr 1921 auf unter 600 am Ende von Burns’ Amtszeit. Dafür kamen unter Burns viele so genannte „Year Men“ oder „Dollar Men“ zum BOI: Personen mit meist zwielichtigem Hintergrund, die sich für nur ein Jahr Dauer und zum Jahresgehalt von nur einem Dollar verpflichteten, und dann während dieses Jahres die Befugnisse als BOI-Agent zu ihren privaten Zwecken missbrauchten und Bestechungsgelder annahmen, um große Summen zu verdienen. 1924 galt das BOI als korrupte, ineffiziente und politisch instrumentalisierte Behörde.
Der Teapot-Dome-Skandal, ein 1922 aufgekommener Korruptionsskandal, hatte indirekt den sogenannten Daugherty-Burns-Skandal von 1924 zur Folge, in dem Burns und seinem Vorgesetzten Attorney General Harry M. Daugherty der Missbrauch von Ressourcen des BOI zu politischen Zwecken vorgeworfen wurde. Daugherty versuchte die Ermittlungen des Kongresses wegen Korruption und Bestechlichkeit gegen ihn selbst und andere Mitglieder der Regierung Harding zu behindern. Er wies Burns an, den Senator Thomas J. Walsh durch Special Agents des BOI beschatten zu lassen, um ihn mit den dadurch gewonnenen Erkenntnissen möglicherweise erpressen zu können. Als der Kongress von diesen Vorgängen erfuhr, wurde Burns vorgeladen und angewiesen, die Akten des BOI über die Causa Walsh dem zuständigen Untersuchungsausschuss zu übergeben. Burns weigerte sich jedoch. Als die Presse über Burns’ Verfehlungen berichtete, schickte er Special Agents des BOI in mehrere Zeitungsredaktionen, um die unangenehmen Journalisten einschüchtern zu lassen. Diese Versuche hatten jedoch nur eine Verschärfung des öffentlichen Drucks auf Burns zur Folge. Am Ende des Skandals wurden 1924 sowohl Daugherty als auch Burns zum Rücktritt gezwungen. Am 9. Mai 1924 übernahm J. Edgar Hoover das Amt des BOI-Direktors, das er bis zu seinem Tod 1972 innehatte.

## Nach dem Rücktritt
1927 wurden William J. Burns und sein Sohn William S. Burns, der inzwischen die Burns International Detective Agency leitete, wegen Geschworenenbeeinflussung angeklagt. Im Auftrag der im Mittelpunkt des Teapot-Dome-Skandals stehenden Sinclair Oil hatten Mitarbeiter der Detektei die Mitglieder der Jury im Prozess gegen Harry F. Sinclair beschattet. Vater und Sohn verteidigten sich damit, dass sie damit nur hätten sicherstellen wollen, dass die Geschworenen nicht von Regierungsseite eingeschüchtert werden würden. William J. und William S. Burns wurden schließlich für schuldig befunden, der Vater wurde zu 15 Tagen Gefängnis, sein Sohn zu einer Geldstrafe von 1.000 Dollar verurteilt. Die beiden gingen jedoch in Berufung und wurden 1929 durch den Supreme Court freigesprochen.
Burns schrieb nach seinem Ausscheiden aus dem aktiven Berufsleben Detektivromane. Er starb am 14. April 1932 in Sarasota, Florida.

## Nachleben
Im Film Killers of the Flower Moon wird Burns von Gary Basaraba dargestellt.